# Nel Post
Nel Post (1947) is een Nederlands langebaanschaatsster.
Post nam deel aan de NK Allround 1967 en 1968.

## Records

### Persoonlijke records[2]
| Afstand    | Tijd    | Datum            | Baan          |
| ---------- | ------- | ---------------- | ------------- |
| 500 meter  | 0:50.10 | 7 januari 1967   | Jaap Edenbaan |
| 1000 meter | 1:43.00 | 16 december 1967 | Heerenveen    |
| 1500 meter | 2:42.40 | 7 januari 1967   | Jaap Edenbaan |
| 3000 meter | 5:53.60 | 7 januari 1967   | Jaap Edenbaan |